# Aulacodes haitalis
Aulacodes haitalis là một loài bướm đêm trong họ Crambidae.